# Hertig av Leeds
Hertig av Leeds (efter staden i Yorkshire och inte - som det ibland påstås - efter orten eller slottet i Kent) är en engelsk adelstitel, som under åren 1694-1964 bars inom släkten Osborne.